# Alfred Gulden

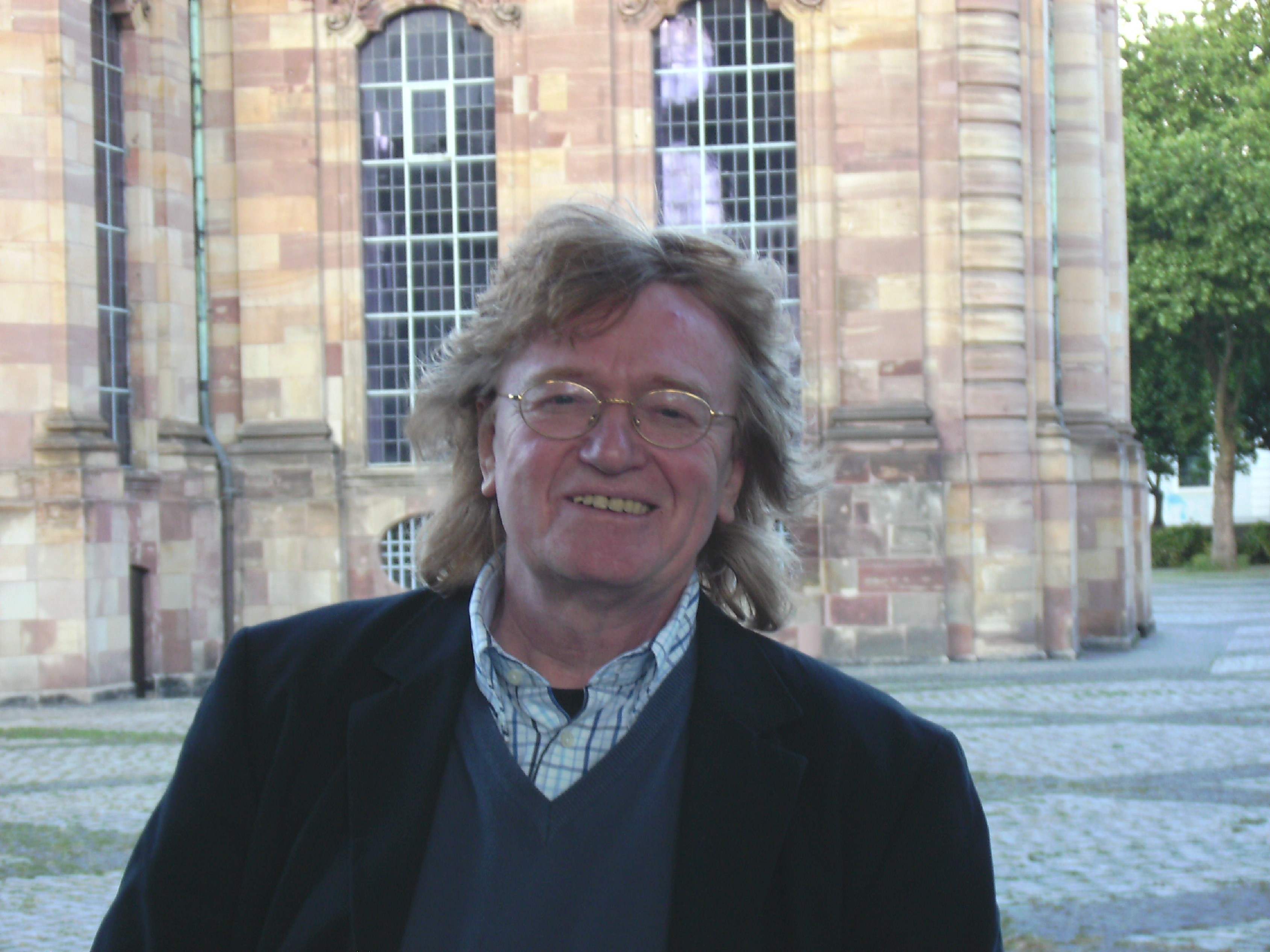
Alfred Gulden vor der Ludwigskirche in Saarbrücken

Alfred Gulden (* 25. Januar 1944 in Saarlouis) ist ein deutscher Schriftsteller, Dramatiker, Lyriker, Lieder- und Filmemacher.

## Leben und Wirken
Alfred Gulden erfuhr seine schulische Ausbildung zunächst in Saarlouis und ab 1959 im Bischöflichen Konvikt und in der Reginoschule in Prüm (Eifel), wo er 1964 sein Abitur ablegte. Dort lernte er Oskar Lafontaine kennen, der ebenfalls Schüler war und mit dem er seither befreundet ist. Danach studierte er Sprechwissenschaft, Theaterwissenschaft und Neuere Germanistik an den Universitäten in Saarbrücken und München. Nach einigen Jahren Unterbrechung nahm er 1970 das Studium in München wieder auf und legte 1972 sein Examen als geprüfter Sprecherzieher ab.
Mitte bis Ende der sechziger Jahre führte Gulden Regie und spielte in diversen Münchner Kellertheatern u. a. Eugène Ionesco, Edward Albee, John M. Synge und Peter Handke. 1968 gründete er dort eine avantgardistische Theatergruppe Vorgänge/Vorstellungen. 1969 rief er mit Freunden Aktionsraum 1 ins Leben, eine Halle für Aktions- und Konzeptkunst sowie für Arte Povera in München, die ein Jahr später, nach über 50 Veranstaltungen, aufgegeben wurde. Ende 1970 begründete Gulden in München eine Wohn- und Arbeitsgemeinschaft mit, A1 Informationen, die eine Druckerei und einen Verlag betrieb. Dort war er in den folgenden zehn Jahren beruflich tätig. Gleichzeitig arbeitete er immer wieder an künstlerischen Projekten mit; so realisierte er u. a. 1975 die 24-Stunden-Aktion des österreichischen Künstlers Hermann Nitsch, dem wohl wichtigsten Vertreter des Wiener Aktionismus (und auch 1998 dessen 6-Tage-Spiel in Prinzendorf). 1974 war Gulden an der Gründung des Internationalen Instituts für Dialekt beteiligt, das unter anderem auch den Missbrauch des Heimatbegriffs durch Blut- und Boden-Ideologien bekämpft.
Gulden ist Mitglied im PEN-Zentrum Deutschland. Er war in erster Ehe mit der Amerikanerin Karen Bunjer verheiratet. In München lernte er seine spätere Ehefrau Karin Hubach kennen.
Neben seinem literarischen und filmischen Schaffen betätigt sich Gulden auch als Liedermacher; seine Liedtexte schreibt er überwiegend in heimatlicher Mundart. Gulden ist Mitglied im Netzwerk Neue Musik.
Er lebt seit 40 Jahren mit seiner Frau Karin im saarländischen Wallerfangen in einem alten Treidler-Haus, das er von der Familie Villeroy de Galhau gemietet hat. Außerdem hat er noch eine Wohnung in München am Schlosspark in Nymphenburg.

## Künstlerische Einordnung
Das Werk Alfred Guldens ist geprägt von dem Spannungsfeld zwischen einerseits heimatlicher Verbundenheit, die sich auch in der literarischen Verwendung seines moselfränkischen Dialektes ausdrückt, und andererseits seiner Weltläufigkeit, die ihn zu längeren Aufenthalten an zahlreichen Orten dieser Welt führte. Er bereiste einige Male die USA (erstmals 1967), mit seinem Roman Greyhound (Greyhound Lines) gelang ihm der literarische Durchbruch. In diesem Roman setzt sich Gulden mit dem „American Dream“ auseinander, an dessen Inhalten und Ausformungen er sich – mit dem fremden Blick und den Erfahrungen eines Zentraleuropäers – intensiv reibt.
Einen hervorgehobenen Platz in Guldens Schaffen nehmen seine Film- und Hörfunkarbeiten ein. Für mehrere ARD-Sender, insbesondere für den Saarländischen Rundfunk, produzierte er Sendungen unterschiedlicher Genres. Der Schwerpunkt seiner Arbeit liegt dabei auf Beschreibungen von Lebensumständen, von Landschaften und Menschenschicksalen in seinem ihm vertrauten Lebensumfeld, der Großregion Lothringen-Luxemburg-Saarland-Wallonien-Rheinland-Pfalz. Guldens Vorlass ist im Literaturarchiv Saar-Lor-Lux-Elsass überliefert.

## Preise und Ehrungen
- 1976: Förderpreis der Stadt Saarlouis
- 1982: Staatlicher Bayerischer Förderpreis für Literatur; Stipendium des Deutschen Literaturfonds
- 1984: Deutsch-Französischer Journalistenpreis
- 1984: 1. Preis der ARD-Regionalprogramme
- 1983: Deutsch-Französischer Journalistenpreis (für den Film Grenzfall Leidingen)
- 1985: Kulturpreis Landkreis Saarlouis
- 1986: Stefan-Andres-Preis der Stadt Schweich für Literatur deutscher Sprache
- 1989: Kranichsteiner Literaturpreis (Deutscher Literaturfonds, Darmstadt); (New-York-Stipendium 1990)
- 1991: Stipendium Künstlerhaus Edenkoben
- 1994: Kunstpreis des Saarlandes (Literatur)
- 1997: Ehrengast der Deutschen Akademie Villa Massimo (Rom)
- 1999: Chevalier de l’ordre des Arts et des Lettres
- 2009: Saarlandbotschafter
- 2014: Ehrenmedaille des Nietzsche-Forum München e. V.
- 2014: Ernennung zum Stadtschreiber der Kreisstadt Saarlouis
- 2019: Verleihung der Ehrenbürgerschaft der Kreisstadt Saarlouis

## Werke
Romane/Gedichtbände
- Saarlouis Blues. Übersetzung Pierre Leclere. Gollenstein Verlag, Blieskastel o. J., ISBN 3-935731-14-0.
- Lou mol lo lo laida. [Sieh' mal da, da liegt er.] Gedichte im Saarlouis-Rodener Dialekt. Mit Fotos von Hans Schork und Michael Nägel. J. P. Peter, Rothenburg o. d. Tauber 1975. (mit Schallplatte)
- Root Hòòa un Summaschpròssen. [Rote Haare und Sommersprossen.] Eine Geschichte in saarländischem Dialekt. (Kinderbuch). Mit 11 Bildern von Renate Fürst. Saarbrücker Druckerei & Verl., Saarbrücken 1976.
- Naischt wii Firz em Kòpp. [Nichts als hochnäsige Pläne im Kopf.] Gedichte im saarländischen Dialekt. J. P. Peter-Verl., Rothenburg o. d. Tauber 1977. (mit Schallplatte).
- Auf dem großen Markt. Erzählungen von einem Ort an der Grenze. Saarbrücker Druckerei & Verl., Saarbrücken 1977, ISBN 3-921646-03-0, neu aufgelegt u. mit Fotos versehen. Gollenstein, Blieskastel 2003, ISBN 3-935731-41-8.
- Da eewich Widdaschpruch. [Der ewige Widerspruch.] Mundartgedichte. Saarbrücken: Saarbr. Druckerei & Verl., Saarbrücken 1978, ISBN 3-921646-04-9.
- Kennerschbilla. [Kinderspiele.] Saarbr. Druckerei & Verl., Saarbrücken 1980, ISBN 3-921646-32-4.
- Saarlouis 300 – Historische Revue. Saarbrücker Druckerei & Verlag, Saarbrücken 1980, ISBN 3-921646-21-9.
- Et es neme wiit freja wòòa. [Es ist nicht mehr, wie es früher war.] Mundartgedichte und Lieder. Saarbrücker Druckerei & Verlag, Saarbrücken 1981, ISBN 3-921646-37-5.
- Nur auf der Grenze bin ich zu Haus. Aufsätze. Saarbrücker Druckerei & Verlag, Saarbrücken 1982, ISBN 3-921646-55-3.
- Greyhound. Roman. List, München 1982, ISBN 3-471-77631-1.
- Die Leidinger Hochzeit. Paul List, München 1984, ISBN 3-471-77642-7.
- Vis á vis ma. Gedichte im saarländischen Dialekt. hrsg. vom Internationalen Dialektinstitut, van Acken, Krefeld 1987, ISBN 3-923140-21-5. (in der Reihe Dichten im Dialekt. Bd. 1) (mit Schallplatte)
- Ohnehaus. List, München 1991, ISBN 3-471-77664-8.
- Sans toit. [Übersetzung von Ohnehaus ins Französische]. L’Harmattan, Paris 2003, ISBN 2-7475-4709-4.
- Silvertowers. Geschichten aus New York. List, München 1993, ISBN 3-471-77674-5.
- Fall tot um – Foutu á mort. Gedichte – Poèmes von Alfred Gulden. Zeichnungen von Samuel Rachl. Saarlandmuseum, Saarbrücken 2000.
- Dreimal Amerika. Ein Sammelband. [Vereint Greyhound, Silvertowers u. das Drehbuch zu A Coney Island of my heart.] Röhrig-Universitätsverlag, St. Ingbert 2004, ISBN 3-86110-353-2.
- Zwischen Welt und Winkel. Alfred Guldens Werk- u. Lesebuch. Hrsg.: Günter Scholdt. Röhrig-Universitätsverlag, St. Ingbert 2004, ISBN 3-86110-352-4. (= Schriften der Saarländischen Universitäts- und Landesbibliothek, 8)
- Frau am Fenster und andere Geschichten. Gollenstein-Verl., Blieskastel 2005, ISBN 3-935731-96-5.
- Glück auf: ins Gebirg. Gedichte. Ill.: Samuel Rachl. 2007, ISBN 978-3-938823-29-3.
- Hennam Baandamm. [Hinter dem Bahndamm.] Mundartgedichte, Gollenstein Verlag 2009, ISBN 978-3-938823-46-0.
- Atem. Balladen. Mit Zeichnungen von Bettina van Haaren. Gollenstein Verlag, Merzig, 2010, ISBN 978-3-938823-64-4.
- Siebenschmerzen. Mit Aquarellen von Bettina van Haaren. Verlag Kettler, Bönen, 2012, ISBN 978-3-86206-189-1.
- TotenRoteln. Mit Hochdrucken von Bettina van Haaren. Rasch-Verlag, 2016, ISBN 978-3-89946-253-1.
- KehlKopfGedichte. Neue Folzsche Verlagsanstalt, 2016, ISBN 978-3-939755-38-8.

Sonstige Veröffentlichungen
- mit Peter Baus: Der Saargau – Reise in die nächste Fremde. [Bildband]. Mit einem Vorwort von Fred Oberhauser. List, München 1985, ISBN 3-471-77640-0.
- mit Peter C. Keller: Saarland. Mit zahlr. farbigen Photographien von Detlef Ihlenfeldt. Bucher, München 1993, ISBN 3-7658-0836-9.
- mit Peter Baus: Der Saargau. Die wiederentdeckte Nähe. Mit einem Vorwort von Oskar Lafontaine. Homburg: Edition Karlsberg, 1996. (mit zahlr. Farb-Photographien)
- Onna de langk Bääm. [Unter den langen Bäumen.] Lieder und Liedgeschichten. Gollenstein, Blieskastel 2000.
- Saarländische Landesregierung (Chef der Staatskanzlei und Minister für Bildung, Kultur und Wissenschaft) (Hrsg.): Kompendium mit 26 Einzelporträts der Preisträger des Kunstpreises des Saarlandes 1959–2006. (Das Kompendium dient der saarländischen Landesregierung als offizielle Ehrengabe, es ist nicht im Buchhandel erschienen.)
- Die Taschen der Madame Carrive. Geschichten aus Bordeaux und um Bordeaux herum. Wehrhahn Verlag, Hannover 2021
- Die Schnecken nach Metz treiben. Ein Film- und Text-Buch. Buch zur gleichnamigen Filmreihe. Blattlausverlag, Saarbrücken, 2025, ISBN 978-3-945996-77-5.[7]

Filme
- Aktionsraum 1 oder 57 Blindenhunde. (1972, WDR)
- Jeder hat sein Nest im Kopf – Wiederbegegnungen mit Saarlouis. (1983, BR)
- Grenzlandschaft. [5 Filme] (1983, SWF)
- JoHo [d. i. Johannes Hoffmann]. Ein Portrait. (1985, SR)
- Schang heißt Jean heißt Hans. Ein saarländischer Balanceakt. (1991, SR)
- A Coney Island Of My Heart – Eine Geschichte aus New York. (1991)
- Jo Goldenberg. Ein Schicksal in Paris. (1995, SR)
- Franz von Papen im Saarland. (1997, SR)
- Saarländische Momente. (Kurzfilmreihe, 1997–2002, SR)
- Glück im Unglück. Die Geschichte der Madame Carrive. (1999, BR)
- Die Schnecken nach Metz treiben. Filmreihe aus 53 kleinen Filmgedichten, von denen 2024 jeden Donnerstag ein weiterer auf YouTube veröffentlicht wurde. (2024, YouTube)[7]

Theaterstücke
- Naatschicht. Theaterstück. Saarbrücker Druckerei & Verlag, Saarbrücken 1979.
- Saarlouis 300. Theaterstück zur 300-Jahr-Feier der Stadt Saarlouis. Saarbrücker Druckerei & Verlag, Saarbrücken 1980.
- Splitter im Aug. Uraufführung: Saarländisches Staatstheater, Regie: Lothar Trautmann. Rowohlt-Theater-Verlag, Reinbek 1984.
- Mann in Beton. Rowohlt-Theater-Verlag, Reinbek 1987.
- Dieses. Kleine. Land. Uraufführung: Saarländisches Staatstheater. Regie: Urs Odermatt. Gollenstein-Verlag, Blieskastel 2005, ISBN 3-938823-02-X.[8]

Tonträger
- Lou mol lo laida (1975)
- Naischt wii Firz em Kòpp (1977)
- Lidda fo all Fäll (1977)
- Aich han de Flämm (1979)
- Et es nemme wiit freja wòòa (1981)
- Poway (1987)
- Vis à vis ma (1987)
- Da eewich Widdaschpruch (1997)
- Falltotum (2000)
- Die Leidinger Hochzeit (Hörbuch auf 6 CDs) (2002)
- Greyhound (2005)
- Retour (2006)
- Zyklus 1 – Falltotum (2009), mit Christof Thewes, Thomas Honecker, Hartmut Oßwald, Jörg Fischer